# Harpographium graminum
Harpographium graminum är en svampart som beskrevs av Cooke & Massee 1888. Harpographium graminum ingår i släktet Harpographium, divisionen sporsäcksvampar och riket svampar.   Inga underarter finns listade i Catalogue of Life.